# Goldmariekengraben
Der Goldmariekengraben ist ein Graben in Hamburg-Schnelsen.

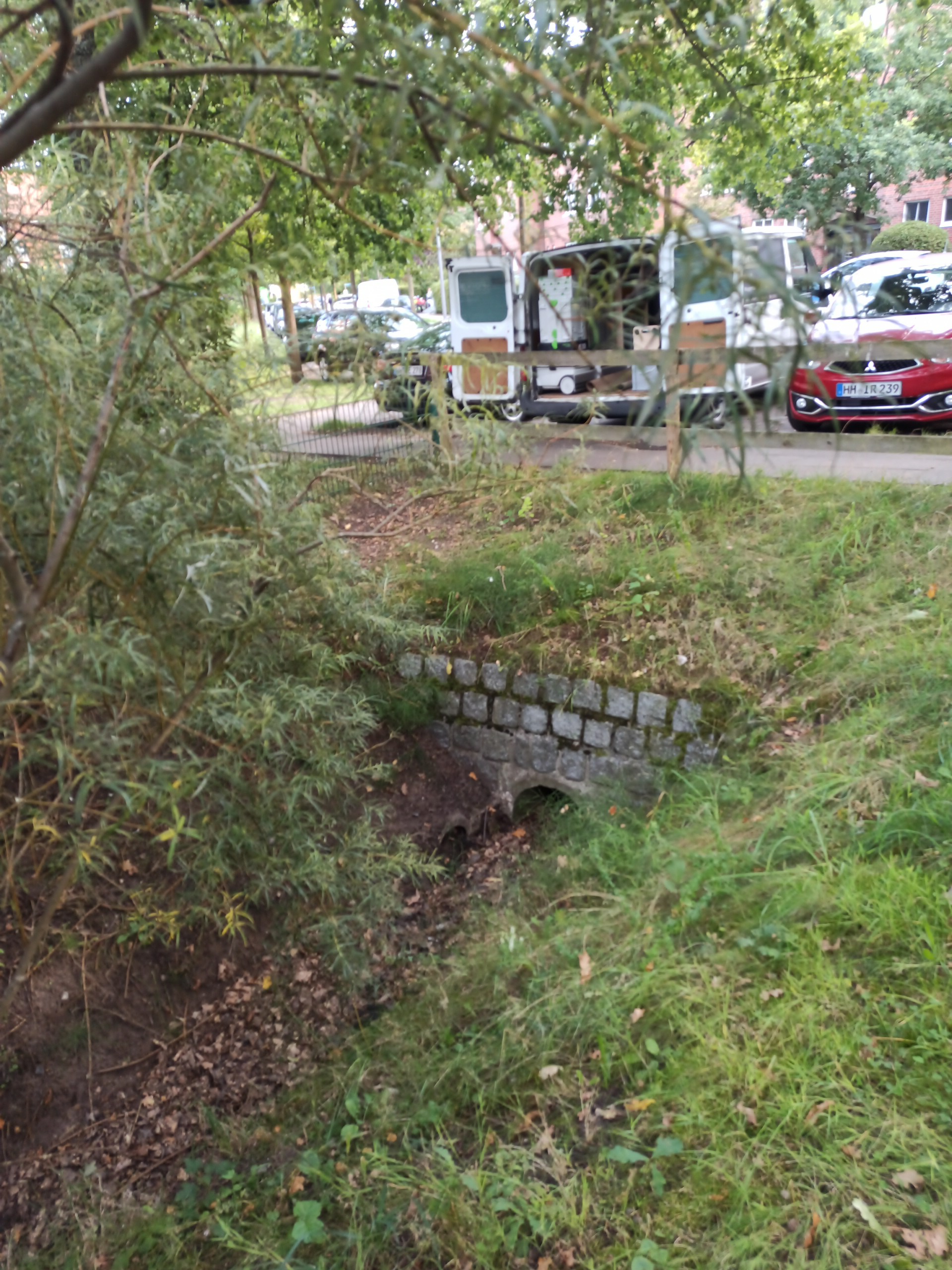
Quelle des Goldmariekengrabens

Er fließt von der Straße Grothwisch durch den Wassermannpark in die Rönnkampteiche, welche mit dem Burgwedelau-Nebengraben verbunden sind. Außerdem ist er bereits kurz nach seinem Beginn über einen Teich mit dem Burgwedelau-Nebengraben verbunden.